# 野村トレーディング・ホールディングス
野村トレーディング・ホールディングス株式会社（のむらトレーディング・ホールディングス、英称:Nomura Trading Holdings Co., Ltd.）は、 かつて存在した日本の持株会社。大阪市中央区に本社を置いていた。2016年10月に事業子会社の野村貿易株式会社に吸収合併され解散した。

## 沿革
- 1917年 野村南洋事業部創設。
- 1929年 ヤマト産業（株）設立。
- 1942年 野村殖産貿易（株）と改称。
- 1945年 野村殖産貿易（株）を野村貿易（株）と改称。
- 1951年 野村貿易（株）と大彌産業（株）が合併し、新野村貿易（株）となる。
- 1956年 野村貿易（株）と改称。
- 2002年4月 野村貿易（株）が野村トレーディング・ホールディングス（株）と改称し持株会社に移行。
- 2002年4月 野村貿易の営業・称号をアルトン商事に譲渡。現在の野村貿易（株）となる。
- 2016年10月 子会社の野村貿易（株）に吸収合併され解散。

## 会社の現況(2011年3月31日現在)

### 株式の状況
- 発行可能な株式総数 - 124,000,000株（内A種優先株式 24,000,000株）
- 発行済株式総数 - 41,422,953株（内A種優先株式 17,422,953株）
- 株主数 - 普通株式573名　A種優先株式1名
- 使用人 - 0名（野村貿易に業務委託）

### 大株主
上位10企業
| 株主名                       | 普通株式 （千株） | A種優先株式 （千株） | 合計株式 （千株） | 持株比率 (%) |
| ---------------------------- | ----------------- | -------------------- | ----------------- | ------------ |
| 株式会社りそな銀行           | 1,196             | 17,422               | 18,618            | 44.95        |
| 野村殖産株式会社             | 2,832             | 0                    | 2,832             | 6.84         |
| 野村土地建物株式会社         | 2,832             | 0                    | 2,832             | 6.84         |
| 東京海上日動火災保険株式会社 | 2,392             | 0                    | 2,392             | 5.77         |
| 株式会社杉村倉庫             | 1,942             | 0                    | 1,942             | 4.69         |
| 野村興産株式会社             | 1,200             | 0                    | 1,200             | 2.90         |
| 富士火災海上保険株式会社     | 1,040             | 0                    | 1,040             | 2.51         |
| 大和通商相互会社             | 1,000             | 0                    | 1,000             | 2.41         |
| 敷島印刷株式会社             | 801               | 0                    | 801               | 1.93         |
| シキボウ株式会社             | 760               | 0                    | 760               | 1.83         |

### 企業集団の状況
| 会社名                                         | 資本金            | 出資比率(%) | 出資形態 | 事業内容       |
| ---------------------------------------------- | ----------------- | ----------- | -------- | -------------- |
| 野村貿易株式会社                               | 25億円            | 100         | 直接出資 | 貿易業         |
| 野村フーズサプライ株式会社                     | 1億円             | 100         | 間接出資 | 加工食品販売業 |
| 株式会社野村アイビー                           | 2千万円           | 100         | 間接出資 | 保険代理業     |
| 野村プレミアムブランズ株式会社                 | 1千万円           | 100         | 間接出資 | 雑貨販売、保守 |
| 伯国野村貿易有限会社                           | 266,398レアル     | 99.65       | 間接出資 | 貿易業         |
| 野村貿易（上海）有限公司                       | 1,658千人民元     | 100         | 間接出資 | 貿易業         |
| ノムラ・タンホア・ガーメント                   | 90万USドル        | 100         | 間接出資 | 繊維品生産     |
| ノムラ・エクスポリンド                         | 3,583,500千ルピア | 97.39       | 間接出資 | 貿易業         |
| ナナチャート・トレーダーズ・コンソリデーション | 20,000千バーツ    | 49          | 間接出資 | 貿易業         |

## 関係項目
- 野村貿易
- 野村財閥